# Deklaration
En deklaration er en tilkendegivelse eller berigtigelse af, at en vare eller tjenesteydelse indeholder de foreskrevne elementer. Varedeklarationer vil ofte være defineret ved en standard, f.eks. EU-regel.
Tidligere blev udtrykket højtidelig deklaration benyttet som et fagudtryk om politiske aftaler.